# Dobropoljci
Dobropoljci est un village de la municipalité de Lišane Ostrovičke (Comitat de Zadar) en Croatie. Au recensement de 2011, le village comptait 29 habitants.